# 砧一郎
砧 一郎（きぬた いちろう、1914年4月30日 - 没年不明）は、日本の翻訳家。
本名は、福本 剛一郎（ふくもと ごういちろう）。

## 略歴
満洲国大連税関長・福本順三郎（大山郁夫の弟）の長男として生まれる。
1936年北海道帝国大学理学部卒業後、日本化成工業入社。三菱化成工業勤務の傍ら、推理小説やノンフィクションを数多く翻訳した。
1970年代以降翻訳作品は確認されておらず、すでに故人と推定されるが、没年・死因は明らかではない。

## 翻訳
- 『星団の侵入者』（W・P・マッギヴァン、アメージング・ストーリーズ 第7、誠文堂新光社） 1950
- 『暁の死線』（ウィリアム・アイリッシュ、早川書房、ハヤカワ・ポケット・ミステリ） 1954
- 「緑茶」（シェリダン・レ・ファニュ、早川書房、世界探偵小説全集、『幻想と怪奇』 第1） 1956
- 「モルグ街の殺人」（E・A・ポー、早川書房、世界探偵小説全集、『名探偵登場 第1』） 1956
- 「ジョン・ハドスンの失踪」（ジェレット・バージェス、早川書房、世界探偵小説全集、『名探偵登場 第2』） 1956
- 「木を見て森を見ず / 瓶ちがい / コンティネンタル・オプ カウフィグナル島の掠奪」（フィリップ・マクドナルド / アンソニー・バークレイ / ダシエル・ハメット、早川書房、世界探偵小説全集、『名探偵登場 第3』） 1956
- 『大当りをあてろ』（A・A・フェア、早川書房、世界ミステリシリーズ） 1960、のち文庫
- 『斧でもくらえ』（A・A・フェア、早川書房、世界ミステリシリーズ） 1961、のち文庫
- 『狂った殺意』（ロバート・M・コーツ、早川書房、世界ミステリシリーズ） 1962
- 『わたしを深く埋めて』（ハロルド・Q・マスル、早川書房、世界ミステリシリーズ） 1962
- 『シェーン贋札を追う』（ブレット・ハリディ、早川書房、世界ミステリシリーズ） 1963
- 『審判の日』（ポール・アンダースン、早川書房、ハヤカワ・SF・シリーズ） 1964
- 『地球人よ、故郷に還れ〈宇宙都市シリーズ〉』（ジェイムズ・ブリッシュ、早川書房、ハヤカワ・SF・シリーズ） 1965、のち文庫
- 『ユダの窓』改訂版（カーター・ディクスン、早川書房） 1975、のち文庫

### ダシール・ハメット
- 『影なき男』（ダシール・ハメット、雄鶏社、おんどりみすてり） 1950
- 『赤い収穫』（ダシール・ハメット、早川書房、ハヤカワ・ポケット・ミステリ） 1953
- 『マルタの鷹』（ダシール・ハメット 早川書房、ハヤカワ・ポケット・ミステリ） 1954
- 『ガラスの鍵』（ダシェル・ハメット 早川書房、世界探偵小説全集） 1954
- 「スペードという男」（ダシエル・ハメット、早川書房、『名探偵登場 第4』） 1956
- 『探偵コンティネンタル・オプ』（ダシェル・ハメット、六興・出版部） 1957

### E・S・ガードナー
- 『殴られたブロンド』（E・S・ガードナー、早川書房） 1954、のち文庫
- 『ビロードの爪』（E・S・ガードナー、早川書房、世界探偵小説全集） 1954
- 『掏替えられた顔』（E・S・ガードナー、早川書房、世界探偵小説全集） 1955
- 『義眼殺人事件』（E・S・ガードナー、早川書房、世界探偵小説全集） 1959 、のち文庫
- 『そそっかしい小猫』（E・S・ガードナー、早川書房、世界ミステリシリーズ） 1960、のち文庫

### エラリー・クイーン
- 『黄金の十二 ナボテの葡萄園』（M・D・ポースト他、エラリー・クイーン編、早川書房） 1955
- 『Yの悲劇』（エラリイ・クイーン、早川書房、世界探偵小説全集） 1957
- 『ドルリィ・レーン最後の事件』（エラリイ・クイーン、早川書房、世界探偵小説全集） 1957
- 『Xの悲劇』（エラリイ・クイーン、早川書房、世界探偵小説全集） 1958
- 『Zの悲劇』（エラリイ・クィーン、早川書房、世界探偵小説全集） 1959